# Субботин, Валерий Иванович
Вале́рий Ива́нович Суббо́тин (12 декабря 1919, Баку — 19 октября 2008) — российский советский учёный, академик АН СССР (с 23 декабря 1987, с 1991 года — академик РАН), специалист в области ядерной энергетики и теплофизики, доктор технических наук, профессор (1960).

## Биография
В 1942 году окончил Азербайджанский индустриальный институт в г. Баку. В 1943—1948 годах работал в управлении «Кавказэнергомонтаж», в 1948—1953 годах — научный сотрудник Энергетического института АН Азербайджанской ССР. С 1953 года — в Физико-энергетическом институте (г. Обнинск), с 1969 — заместитель директора этого института.
С 1975 по 1984 год первый директор НПО «Энергия» Минэнерго СССР (Москва).
В 1977—1988 гг. заведующий кафедрой теплофизики Московского инженерно-физического института. Член КПСС с 1946 года.
С 23 декабря 1987 — академик по Отделению энергетики, машиностроения, механики и процессов управления.
Скончался 19 октября 2008 года. Похоронен в Москве, на Троекуровском кладбище.

## Деятельность
Руководил теплофизическими, физико-химическими и гидродинамическими исследованиями для ядерных энергетических установок, охлаждаемых водой высокого давления и жидкими металлами. Являлся одним из создателей преобразователей ядерной энергии в тепловую и электрическую на базе термоэлектрических, термоэмиссионных и паротурбинных установок.
Валерий Иванович Субботин руководил многочисленными научными исследованиями по термоядерным реакторам с инерционным удержанием плазмы, а также экспериментальными расчётными работами для сверхмощных магнитов с гелиевым охлаждением, проводимыми МИФИ совместно с ведущими институтами Академии наук и Минсредмаша.
Один из создателей школы технологов жидкометаллических теплоносителей и физикохимиков в Физико-энергетическом институте города Обнинска. Являлся советником Президиума РАН, а также председателем Комиссии по проблеме «Использование энергоаккумулирующих веществ в машиностроении, механике и экологии» Российской академии наук, членом бюро Отделения физико-технических проблем энергетики и научных советов РАН, Минобразования, Минатома. Главный научный сотрудник Института прикладной математики.
Труды Субботина включают в себя более 200 научных публикаций, в том числе 10 монографий.

## Семья
- Отец — Иван Фёдорович Субботин, военный моряк, вероятно военно-морской медик. В начале 1950-х майор Каспийской военной флотилии.
- Мать — Татьяна Александровна, в девичестве Серебровская, из дворянской семьи, врач-логопед.
- Жена Ирина Сергеевна Субботина[2].
  - Двое детей. Сын — Алексей Субботин. Дочь — Юлия Субботина (род. 1961, физик по профессии,  вице-президент Российского фонда культуры) — была замужем за поэтом Сергеем Михалковым[3].

## Награды
- Лауреат Ленинской премии (1964)
- Орден «За заслуги перед Отечеством» IV степени (8 августа 2000 года) — за многолетнюю плодотворную работу и большой вклад в укрепление дружбы и сотрудничества между народами[4]
- орден Трудового Красного Знамени (14 декабря 1979 года)
- медали
- Благодарность Президента Российской Федерации (4 июня 1999 года) — за большой вклад в развитие отечественной науки, многолетний добросовестный труд и в связи с 275-летием Российской академии наук[5]